# Suffield Depot
Suffield Depot est une census-designated place située dans le comté de Hartford, dans l'État du Connecticut (États-Unis). Lors du recensement de 2010, Suffield Depot avait une population totale de 1 244 habitants.

## Géographie
Selon le Bureau du Recensement des États-Unis, la superficie de la ville est de 5,1 km2, dont 5,0 km2 de terres et 0,1 km2 de plans d'eau (soit 0,51 %).

## Démographie
D'après le recensement de 2000, il y avait 1 244 habitants, 569 ménages, et 298 familles dans la ville. La densité de population était de 247,6 hab/km2. Il y avait 598 maisons avec une densité de 119,0 maisons/km2. La décomposition ethnique de la population était : 95,26 % blancs ; 3,38 % noirs ; 0,08 % amérindiens ; 0,32 % asiatiques ; 0,00 % natifs des îles du Pacifique ; 0,80 % des autres races ; 0,16 % de deux ou plus races. 2,25 % de la population était hispanique ou Latino de n'importe quelle race.
Il y avait 569 ménages, dont 26,2 % avaient des enfants de moins de 18 ans, 44,5 % étaient des couples mariés, 6,2 % avaient une femme qui était parent isolé, et 47,5 % étaient des ménages non-familiaux. 40,8 % des ménages étaient constitués de personnes seules et 26,2 % de personnes seules de 65 ans ou plus. Le ménage moyen comportait 2,19 personnes et la famille moyenne avait 3,05 personnes.
Dans la ville la pyramide des âges était 23,9 % en dessous de 18 ans, 4,7 % de 18 à 24, 27,8 % de 25 à 44, 24,0 % de 45 à 64, et 19,5 % qui avaient 65 ans ou plus. L'âge médian était 42 ans. Pour 100 femmes, il y avait 81,1 hommes. Pour 100 femmes de 18 ans ou plus, il y avait 73,1 hommes.
Le revenu médian par ménage de la ville était 42 043 dollars US, et le revenu médian par famille était $75 098. Les hommes avaient un revenu médian de $50 375 contre $32 411 pour les femmes. Le revenu par habitant de la ville était $25 290. 4,6 % des habitants et 9,1 % des familles vivaient sous le seuil de pauvreté. 6,1 % des personnes de moins de 18 ans et 7,9 % des personnes de plus de 65 ans vivaient sous le seuil de pauvreté.